# Ligota Książęca (Opole)
Pour les articles homonymes, voir Ligota Książęca.
Ligota Książęca est une localité polonaise de la gmina et du powiat de Namysłów en voïvodie d'Opole.